# 埃莉西亚神庙
埃莉西亚神庙是一座古埃及岩窟神庙，最初位于Qasr Ibrim遗址附近。它是在古埃及第十八王朝法老图特摩斯三世时期建造的。这座神庙供奉着阿蒙神、荷鲁斯神和萨提特神。
在20世纪60年代联合国教科文组织发起的国际拯救努比亚古迹运动中，为了避免神庙被水位上涨后的纳赛尔湖淹没，这座神庙被整体移至都灵的埃及博物馆。

## 其他相关
埃及捐赠给协助保护古迹的国家的四座神庙：
- 德波神庙（西班牙马德里）
- 丹铎神庙（美国纽约大都会艺术博物馆）
- 塔法神庙（荷兰莱顿国立古物博物馆 ）
- 埃莉西亚神庙（意大利都灵埃及博物馆）